# Natascha Kampusch

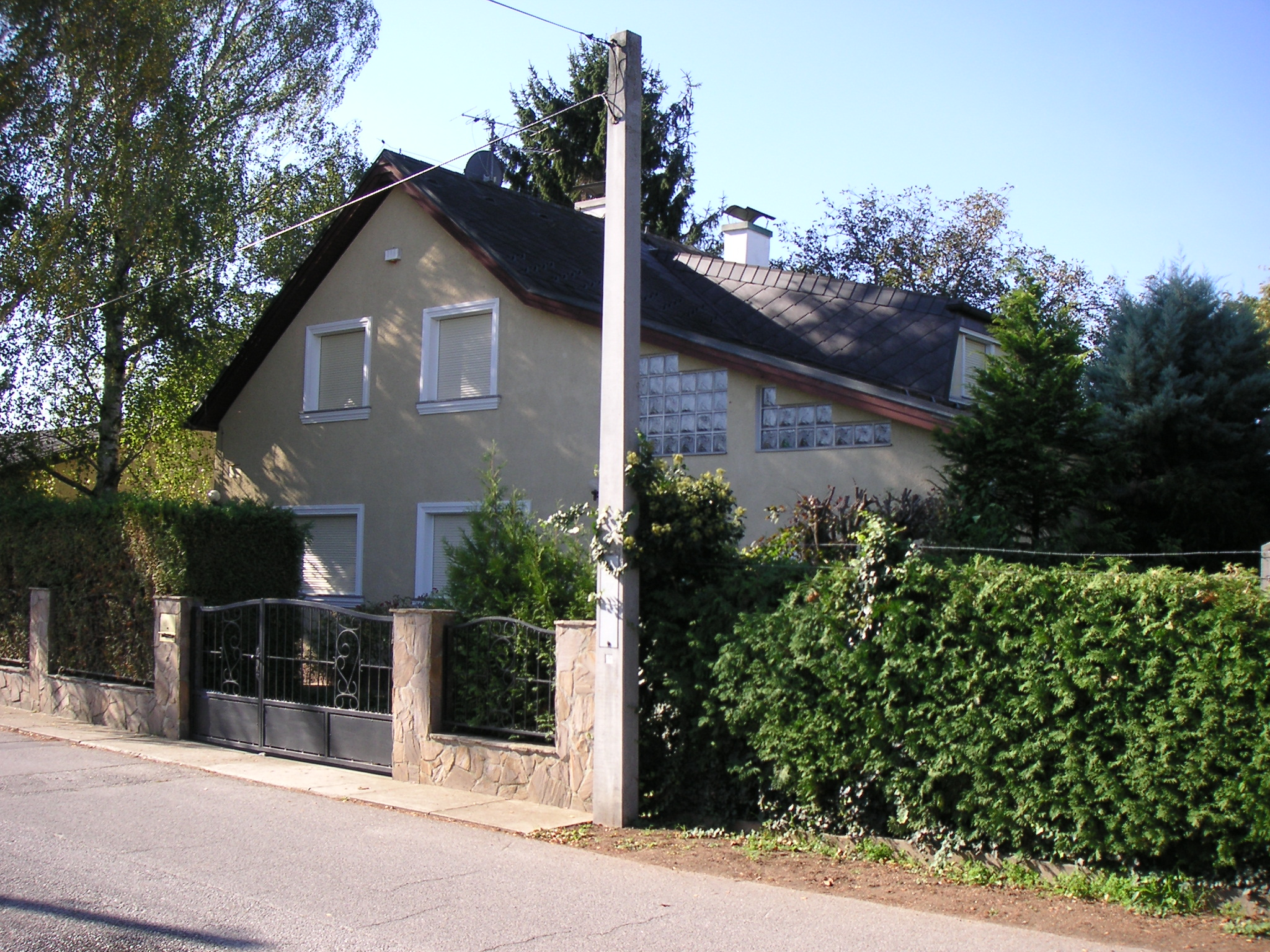
Het huis waar Kampusch acht jaar gedwongen verbleef

Natascha Maria Kampusch (Wenen, 17 februari 1988) is een Oostenrijkse vrouw die in 1998 werd ontvoerd en acht jaar lang (van 1998 tot 2006) in de plaats Strasshof an der Nordbahn door Wolfgang Přiklopil gevangen is gehouden. Op 23 augustus 2006 wist ze te ontsnappen.

## Ontvoering
Kampusch verdween op 2 maart 1998 terwijl ze onderweg was naar school. Er werd eerst vermoed dat er een verband kon zijn met een ruzie die zij kort daarvoor met haar moeder had, maar iemand had gezien dat zij in een wit busje werd meegenomen. Een grote zoekactie volgde: bezitters van een wit busje werden als onderdeel van een massale zoektocht door de politie bezocht. Onder hen bevond zich ook de dader.

## Ontsnapping
Op 23 augustus 2006 kreeg Kampusch van Přiklopil de opdracht zijn auto te stofzuigen. Terwijl zij hiermee bezig was, kreeg Přiklopil om 12.53 uur een telefoontje dat 4 minuten en 16 seconden zou duren. Om zich boven het geluid van de stofzuiger uit verstaanbaar te kunnen maken, liep hij enkele meters van de auto vandaan. De beller verklaarde later dat Přiklopil zeer rustig sprak, kennelijk zonder te merken wat er achter hem gebeurde: Kampusch zag bij deze onoplettendheid van Přiklopil haar kans schoon de tuin uit te rennen. Na 60 meter sprak ze een passant aan, die niet reageerde. Vervolgens rende ze nog 60 meter verder, naar het huis van een buurvrouw. Die begon te klagen dat Kampusch over het gazon liep en liet haar niet binnen, maar belde om 12.59 uur wel de politie, die om 13.04 uur arriveerde.
Přiklopil pleegde acht uur na Kampusch' ontsnapping zelfmoord door in het Weense district Leopoldstadt voor een trein te springen. Hij werd op 8 september 2006 begraven in Laxenburg, niet ver van Wenen. Er waren negen mensen bij de begrafenis aanwezig: zijn moeder, de zus van zijn enige collega en zeven agenten. Op het graf staat een valse naam, om vernieling (direct na de misdaad) te voorkomen.

## Nasleep
Oostenrijkse politiepsychologen dachten aanvankelijk dat Natascha Kampusch aan het stockholmsyndroom leed, omdat ze aangaf in de acht jaar van haar gevangenschap niets tekort gekomen te zijn. Haar basisbehoeften waren vervuld en gelegenheid om te ontsnappen aan de regels die haar door de ontvoerder waren opgelegd, had ze niet gehad, zo verklaarde ze. Ze was niet boos op haar ontvoerder. In het latere tv-interview met haar bleek het verhaal toch genuanceerder te zijn. Wel gaf ze aan dat ze moeite had met zijn zelfmoord. Ze had acht jaar aan ontsnapping gedacht, tot de gelegenheid zich in augustus 2006 voordeed. Na het televisieoptreden werd bekend dat Kampusch in het voorjaar van 2006 met Přiklopil op wintersportvakantie was geweest. Ook toen zag ze geen ontsnappingskans, verklaarde ze.
Natascha Kampusch werd op 6 september 2006 geïnterviewd door de Oostenrijkse publieke omroep ORF. Een dag later werd het interview over de hele wereld uitgezonden. Ze werd, in tegenstelling tot eerdere berichten, herkenbaar in beeld gebracht; alleen haar haren waren bedekt.
Opvallend tijdens het interview was haar volwassen taalgebruik. Ook liet zij tijdens het gesprek geen enkele traan. Wel had ze soms duidelijk moeite met het houden aan haar verhaal.
Begin 2007 werd bekend dat Kampusch een paar keer bijna was verhongerd. In een televisiedocumentaire zei ze dat ze heel onregelmatig eten kreeg. Toen ze als 18-jarige vrijkwam woog ze 42 kilo, evenveel als toen ze als 10-jarige werd ontvoerd. Ze was voortdurend bang geweest dat Přiklopil iets zou overkomen, aangezien ze nooit op eigen houtje uit haar gevangenschap achter een betonnen muur zou kunnen komen en niemand naar haar op zoek was.
Verder zei Kampusch dat ze zich na vier maanden nog niet echt vrij voelde, onder meer doordat mensen in haar omgeving nooit echt ontspannen zijn.
Op 14 mei 2008 werd bekendgemaakt dat Kampusch het huis van haar ontvoerder had gekocht. Naar eigen zeggen wilde ze zo voorkomen dat het huis ten prooi aan vandalen zou vallen of dat er rijtjeshuizen op het terrein worden gezet. Kampusch: 'Het is verwonderlijk dat ik nu voor een huis waarin ik nooit heb willen leven, stroom, water en onroerendzaakbelasting moet betalen.' Uit een interview van AVROTROS met Natascha Kampusch blijkt echter dat zij dit huis heeft gekregen als schadevergoeding en het huis dus niet heeft gekocht. Ze geeft aan dat het voor haar een 'last' is om eigenaar te zijn van het pand.
Op 12 juli 2009 maakte voorzitter Ludwig Adamovich van de speciale onderzoekscommissie rond de zaak Kampusch bekend dat hij de kans zeer gering achtte dat maar één dader bij de zaak betrokken was. Kampusch hield zelf altijd vol dat haar ontvoerder alleen had gehandeld, maar Adamovich zei dat Kampusch loog. Ook wees hij met een beschuldigende vinger naar de politie. Adamovich sloot niet uit dat Kampusch afgeperst werd met pornografisch materiaal dat van haar zou bestaan. Een nieuwe onderzoekscommissie is niettemin van mening dat Přiklopil geen helpers heeft gehad.
Kampusch kreeg haar eigen talkshow op de televisiezender Puls 4. Haar eerste interview (met Niki Lauda) werd uitgezonden op 1 juni 2008. Er werden slechts drie afleveringen van haar talkshow uitgezonden.
In haar in 2010 verschenen boek 3096 Tage (Nederlandse titel: De diefstal van mijn jeugd) stelt Kampusch dat ze de 'veroordelende diagnose' van het stockholmsyndroom stellig afwijst. Ze geeft aan dat de toenadering tot de dader 'een strategie was om een uitzichtloze situatie te kunnen overleven'.

## Boeken
In september 2010 werd het boek 3096 Tage gepubliceerd waarin Kampusch zelf vertelt over haar jarenlange opsluiting. Ook gaat ze in op de manier waarop ze met haar herwonnen vrijheid en de media-aandacht omgaat, en de manier waarop anderen met háár omgaan. Het boek lijkt in sommige opzichten eerdere interviews tegen te spreken; zo geeft ze aan dat ze het huis kocht omdat ze niet wilde dat 'een perverse bewonderaar het zou kopen en het een bedevaartsoord zou worden voor degenen die hun meest duistere fantasieën hier bewaarheid hadden zien worden.' Ook zegt ze dat ze het huis als 'schadevergoeding' toegewezen kreeg.
In 2013 werd het boek onder de oorspronkelijke titel verfilmd met in de hoofdrollen de Engelse actrice Antonia Campbell-Hughes als Kampusch en de Deen Thure Lindhardt als Přiklopil.
In 2016 verscheen Kampusch' tweede boek, Tien jaar vrijheid, over haar strijd om te overleven ná haar ontvoering.